# Sam Langford
Sam Langford, soprannominato The Boston Terror (Weymouth, 4 marzo 1883 – Cambridge, 12 gennaio 1956), è stato un pugile canadese.
Fu un fenomeno della boxe dei primi decenni del XX secolo.
Langford, originario di Weymouth Falls, un villaggio rurale della Nuova Scozia, Canada, era soprannominato anche "Boston Bonecrusher" (lo spaccaossa di Boston), "Boston Terror" o con il nomignolo infamante di "Boston Tar Baby" (il piccino di pece di Boston).
Era alto 1,69 metri e, nel suo periodo di massima forma, pesava 84 kg.

## Riconoscimenti
ESPN lo ha definito "The Greatest Fighter Nobody Knows", il più grande dei pugili sconosciuti.
L'autorevole rivista Ring Magazine lo ha classificato al 2º posto nella propria classifica dei 100 greatest punchers of all time.
La International Boxing Hall of Fame lo ha riconosciuto fra i più grandi pugili di ogni tempo.

## La carriera
Langford combatté i migliori pugili a partire dalla categoria dei pesi leggeri fino a quella dei pesi massimi, sconfiggendo numerosi campioni mondiali. Non riuscì mai, tuttavia, a conquistare un titolo mondiale per se stesso.
La ragione principale fu che il campione mondiale dei massimi Jack Johnson, dopo averlo battuto ai punti in 15 round, il 26 aprile 1906, rifiutò ripetutamente di concedergli la rivincita, penché Langford era considerato il più pericoloso sfidante al suo titolo.
Johnson giustificava il proprio rifiuto con l'incapacità di Langford di raccogliere i $30.000 da lui richiesti come compenso.
Nonostante Langford non abbia mai avuto una chance per il campionato mondiale dei massimi, il fondatore di Ring Magazine, Nat Fleischer, classificava Langford come uno dei migliori pesi massimi di tutti i tempi.
Gli incontri più memorabili di Langford furono quelli con altri campioni afroamericani come Sam McVey, Battling Jim Johnson e Joe Jeanette, che sperimentarono essi stessi, nel corso delle loro carriere, barriere simili a quelle incontrate da Langford.
Sempre tra i grandi pugili neri, Langford si batté per ben 17 volte con peso massimo Harry Wills, probabilmente la più nota vittima dell'emarginazione razziale nel pugilato; sconfisse il campione dei pesi leggeri Joe Gans nel 1903; pareggiò con il campione dei welter Joe Walcott nel 1904; perse ai punti in 15 round contro il futuro campione dei massimi Jack Johnson nel 1906, in quello che fu considerato The world 'colored' heavyweight title, il titolo mondiale dei pugili neri.
Tra i grandi pugili bianchi, Langford incontrò e mise KO l'ex campione mondiale dei mediomassimi Philadelphia Jack O'Brien nel 1911.
Nel 1923, Sam Langford combatté e vinse l'ultimo "fight to the finish" (combattimento all'ultimo sangue) della storia della boxe, in un incontro in cui era in palio il titolo messicano dei pesi massimi.
Si ritirò nel 1926, a 43 anni, costretto dall'indebolimento alla vista da cui era afflitto.
Esistono filmati di Langford che combatte contro "Fireman" Jim Flynn e Bill Lang.
Un aneddoto che si raccontava di Langford narrava che, all'inizio dell'8º round di un suo incontro, lui andò al centro del ring a toccare i guantoni all'avversario, come fanno i pugili all'inizio della prima e dell'ultima ripresa. "Che significa, Sam, questo non è l'ultimo round!" gli disse stupito l'avversario. Langford gli rispose "Per te sì", dopodiché lo stese e chiuse il match.

## Vita dopo la boxe
Divenuto completamente cieco, Langford visse per anni ad Harlem, New York City, ridotto alla fame.
Nel 1944 fu pubblicato un famoso articolo giornalistico sulla sua situazione e numerosi fan inviarono denaro per aiutarlo. Alla fine furono raccolti fondi sufficienti per un intervento chirurgico agli occhi, che ebbe successo.
Nel 1955 Langford fu nominato membro della Canada's Sports Hall of Fame.
Morì un anno dopo a Cambridge (Massachusetts), nella casa di riposo privata in cui era ricoverato.